# Батцелла, Луиджи
Луиджи Батцелла - итальянский кинорежиссёр, сценарист и актёр, работавший над низкобюджетными эксплуатационными лентами, среди которых имелись спагетти-вестерны, эротические хорроры, военные фильмы, а также фильмы о пытках женщин в нацистских лагерях. Снимая свои фильмы, Батцелла часто выступал под различными псевдонимами, среди которых имеются: Паоло Солвей, Иван Катански, Поль Хамус, Джиджи Батцелла и некоторые другие.
Луиджи Батцелла умер 18 ноября 2008 года.

## Карьера в кино
В 1973 году Батцелла снимает сексплуатационный вампирский фильм Полнолуние девственниц с Розальбой Нери (снялась в фильме под псевдонимом Сара Бэй) и Марком Дэймоном в главных ролях. Сюжетно фильм повествует о том, как один из братьев в Трансильвании находит кольцо Нибелунгов, которое принадлежит местной графине-вампирше Де Вриз. Графиня заманивает его к себе и использует для сексуального и вампирского насыщения. Насытившись одним братом она переходит к другому, но попутно графиня действует и на стороне - периодически она отправляется в сельскую местность и ищет там девственниц для удовлетворения вампирских желаний. В 1974 году Батцелла снимает ещё один низкобюджетный эротический полупорнографический хоррор под названием Обнажённая для Сатаны, оказавший влияние на произведения других авторов, например Эротическое дыхание Альберто Каваллоне. По сюжету мужчина, которого играет Джеймс Харрис, попав в автокатастрофу, спасает девушку (Рита Кальдерони), вытаскивая из разбитой машины. Впоследствии между ними возникает сексуальная связь. Фильм отличался своеобразным психоделическим монтажом, позволяющим проследить события с различных точек зрения, и обильным показом обнажённых тел.
В 1976 и 1977 годах Батцелла снимает два фильма о пытках женщин в нацистских лагерях - Лагерь Смерти: Последние Дни СС и Зверь в Горячке соответственно. Свой последний фильм режиссёр снял в 1978 году.

## Фильмография
| Год  | Русское наименование            | Оригинальное наименование               | Кто      |
| ---- | ------------------------------- | --------------------------------------- | -------- |
| 1962 | Истребление вампиров            | La Strage dei Vampiri                   | Актёр    |
| 1968 | Шантаж                          | Blackmail                               | Режиссёр |
| 1973 | Полнолуние девственниц          | Il Plenilunio delle Vergini             | Режиссёр |
| 1974 | Обнажённая для Сатаны           | Nuda per Satana                         | Режиссёр |
| 1976 | Лагерь Смерти: Последние Дни СС | Kaput Lager: Gli Ultimi Giorni delle SS | Режиссёр |
| 1977 | Зверь в Горячке                 | La Bestia in Calore                     | Режиссёр |
| 1978 | Война за нефть                  | La Guerre du Petrole                    | Режиссёр |